# Mount Asgard
Mount Asgard – szczyt w Górach Baffina. Wysokość 2011 m n.p.m. Szczyt znany jest z charakterystycznej, ściętej sylwetki o wysokości 1200 metrów.